# Нутровка
Нутро́вка — этап в первичной переработке убойных животных, заключающийся в удалении из туши внутренних органов. От аккуратности проведения нутровки зависит качество и сохранность мяса. Нутровка должна быть завершена не более чем через 30 минут после обескровливания во избежание воздействия ферментов и микроорганизмов, мигрирующих из кишечника в мясо и внутренние органы. Чтобы предотвратить загрязнение мяса, при нутровке не допускаются повреждения желудочно-кишечного тракта, ливера и внутренней поверхности туши.
Мясная туша при нутровке располагается вертикально, чтобы снизить возможность обсеменения мяса кишечной флорой. В качестве подготовительной операции задние ноги туши растягивают на расстояние 900 мм, распиливают грудную кость и лонное сращение, разрезают мышцы брюшной полости по средней линии и накладывают лигатуру на мочевой пузырь и проходник. В разрезанной туше последовательно удаляют жировые отложения с желудка (сальник), извлекают желудочно-кишечный тракт, ливер (печень, сердце, лёгкие, пищевод, трахею, диафрагму). Внутренние органы для приёма, разборки и ветеринарной проверки извлекают на конвейерный или бесконвейерный стол. По заключению ветеринарной службы о пригодности внутренних органов на пищевые цели их отправляют на переработку в субпродуктовый цех, а кишечные комплекты — в кишечный цех. Разделка желудков, обезжиривание и освобождение гидросмывом от содержимого производится в ходе первичной переработки на специально выделенном участке за перегородками во избежание ухудшения санитарного состояния туш.